# Bandera de Alcalá de Henares
La bandera municipal de Alcalá de Henares es la oficial y representativa de esa ciudad de la Comunidad de Madrid (España). Es de color rojo con el escudo situado en el centro. El modelo actual y oficial fue aprobado en 1987:
La descripción textual de la bandera es la siguiente:

Bandera de endrizar rectangular con una proporción de tres de largo por dos de ancho. En campo rojo, a una distancia de la driza igual a un medio de su longitud, el escudo de la ciudad de Alcalá de Henares.
Boletín Oficial del Estado nº 80 de 3 de abril de 1987